# Afrostyrax
Afrostyrax, biljni rod iz porodice Huaceae, dio reda ceceljolike. Postoje tri priznate vrste drveća i grmova koje rastu po zapadnoj tropskoj Africi.
Rod je opisan u Botanische Jahrbücher für Systematik, Pflanzengeschichte und Pflanzengeographie 43: 216. 1909.

## Vrste
1. Afrostyrax kamerunensis G.Perkins & Gilg; tip
2. Afrostyrax lepidophyllus Mildbr.
3. Afrostyrax macranthus Mildbr.